# Augustines de Notre-Dame de la Consolation
Les Augustines de Notre-Dame de la Consolation (en latin : Congregatio sororum augustinianarum dominae nostrae a consolatione) est une congrégation religieuse féminine enseignante de droit pontifical.

## Histoire
Après le tremblement de terre qui frappe Manille en 1863, les missionnaires augustins espagnols des Philippines demandent aux frères de leur patrie d'envoyer des religieuses pour aider les populations locales. La première communauté de quatre religieuses, dirigée par Inés Barceló Pagés, arrivent le 6 avril 1883 d'un beaterio de Barcelone. Elles sont rejointes par deux autres religieuses du même monastère, dont Joaquina María Mercedes Barceló Pagés, sœur de la supérieure.
La communauté prend la direction de l'orphelinat de Mandaluyong. Toutes les religieuses, excepté les sœurs Barceló, retournent en Espagne à cause des problèmes de santé et des fortes températures des Philippines. Elles acceptent des candidates indigènes mais ne veulent pas fonder une nouvelle congrégation ; tout est fait pour les unir avec les Sœurs augustines missionnaires, qui envoient deux autres sœurs pour soutenir la mission.
Le prieur général Thomas Rodriguez les reconnaît comme congrégation indépendante et les agrège à l'ordre de Saint-Augustin par décret du 31 mai 1902 ; Michael O'Doherty, archevêque de Manille, approuve la congrégation le 25 avril 1928 comme institut de droit diocésain. L'institut reçoit le décret de louange le 18 mars 1952, il est définitivement approuvé en 1975.

## Activités et diffusion
Les sœurs se consacrent principalement à l'enseignement des jeunes, en particulier des pauvres et des orphelins.
Elles sont présentes en:
- Europe : Espagne, Italie.
- Amérique : Canada.
- Asie : Philippines, Indonésie, Thaïlande, Taïwan.
- Océanie : Australie.

La maison-mère est à Manille.
En 2017, la congrégation comptait 229 sœurs dans 51 maisons.